# Cherche fiancé tous frais payés
Cherche fiancé tous frais payés è un film del 2007 diretto da Aline Issermann.

## Trama
Alexandra, una donna di 30 anni, si sta preparando a trascorrere la sua vacanza in famiglia. Quando parte, scopre che sua madre ha invitato anche il suo ex fidanzato, accompagnato da una bellissima ragazza, sua compagna. In un bar, la donna, incontra per caso un attore disoccupato che assume per interpretare la parte del fidanzato, creando così un alibi.